# Луки (озеро)
Лу́ки — озеро карстового походження у Шацькому районі Волинської області, біля с. Затишшя. Належить до групи Шацьких озер, що у межиріччі Прип'яті й Західного Бугу на території Шацького національного природного парку (Волинське Полісся). Не слід плутати з однойменним озером, розташованим поблизу села Дубечне у сусідньому Старовижівському районі.

## Опис
Луки сполучено протокою з озером Перемут. Деякі дослідники вважають Перемут відособленою частиною загального плеса озера Луки, тому в літературі трапляється назва — озеро Луки-Перемут.
Також каналами Луки сполучено з озером Світязь та Остров'янським озером.
Довжина — близько 6 км, ширина — понад 3 км, площа — 6,8 км², пересічна глибина — 2,1 м, максимальна — 3,2 м.
Улоговина видовжена, складної форми. Береги дуже розчленовані, низькі, заболочені.
Живиться підземними і поверхневими водами та за рахунок водообміну з іншими озерами. Дно у східній частині вкрите замуленим піском, у західній і центральній — шаром сапропелю.

## Гідрохімія
Хімічний склад води озера Луки: мінералізація води не висока — близько 137 мг/дм³ (менша ніж у Світязі) (тип води — гідрокарбонатно-кальцієва); рН води — 7,9 (слабколужна); вода добре насичена киснем — 10,9 мг/дм³, незначний вміст сполук азоту (зокрема, нітратів), заліза.
Хімічний склад води озера Луки: середня концентрація основних іонів та мінералізація, мг/дм³
| HCO− 3 | SO2− 4 | Cl−  | Ca2+ | Mg2+ | Na+K+ | Мінералізація води |
| ------ | ------ | ---- | ---- | ---- | ----- | ------------------ |
| 87,4   | 3,1    | 10,6 | 20,9 | 3,7  | 11,5  | 137,2              |

Хімічний склад води озера Луки: середнє значення рН, концентрація кисню, мінеральних сполук азоту та заліза, мг/дм³
| рН  | O2   | NH+ 4 | NO− 2 | NO− 3 | Fe2− | Fe3− |
| --- | ---- | ----- | ----- | ----- | ---- | ---- |
| 7,9 | 10,9 | 0,1   | 0,01  | 1,3   | 0,0  | 0,3  |

В озері Луки відзначається досить висока якість води , оскільки поряд немає значних джерел забруднення, а статус національного природного парку сприяє охороні вод.

## Біологічна продуктивність
Поширена водяна і водно-прибережна рослинність. Озеро не відзначається високою біологічною продуктивністю.
В озері мешкають такі види риб як карась, лин, лящ, окунь, вугор, щука, у водоймі акліматизовано білого амура.
На берегах озера Луки спостерігалось гніздування птахів, у тому числі лебедів.